# Aurelio Saffi
Marco Aurelio Saffi (Forlì, 13 de agosto de 1819 — Forlì, 10 de abril de 1890) foi um advogado, professor e político italiano, participante do Risorgimento e considerado o herdeiro político de Mazzini.
Estudou Direito na Universidade de Ferrara. Foi um partidário das ideias republicanas de Mazzini. Tomou parte do Triunvirato da República Romana junto com Mazzini, porém a restauração dos Estados Pontifícios fez com que partisse para o exílio, primeiro na Suiça e depois na Inglaterra. 
Viveu algum tempo em Oxford, como professor de  literatura italiana na universidade. Em 1860, com a formação do reino de Itália, voltou a sua pátria. Em 1861 foi eleito deputado do Parlamento e em 1867 passou a ensinar na  universidade de Bolonha. 